# Gerald Votava

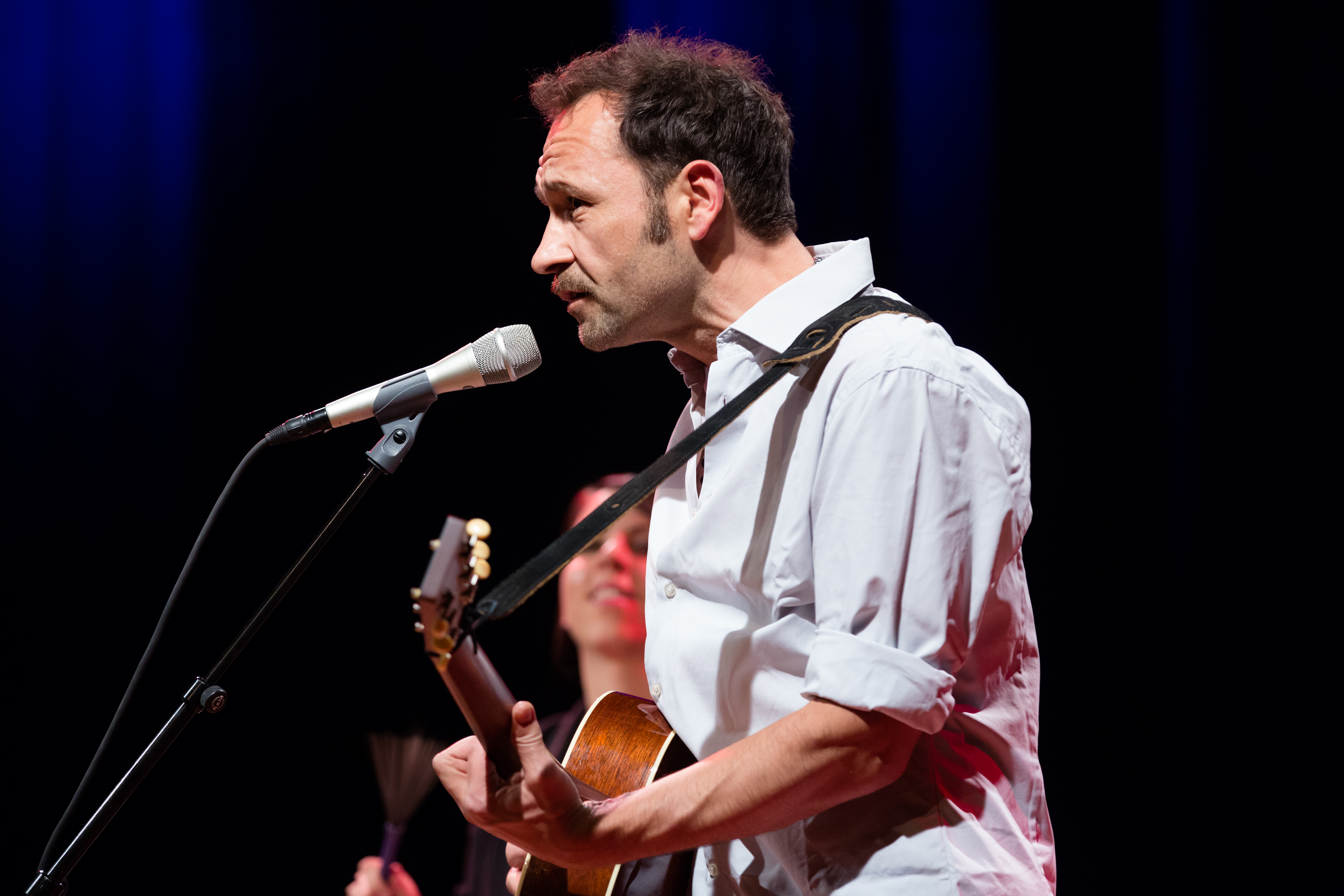
Gerald Votava mit Familie Lässig (2015)

Gerald Ralf Votava (* 8. Juli 1970 in Wien) ist ein österreichischer Schauspieler, Musiker, Autor und Kabarettist.

## Leben
Gerald Votava wurde in Wien Dornbach (17. Bezirk) als Sohn des damals sehr bekannten Moderators Kurt Votava geboren. Er wuchs bei seiner Mutter auf und lernte seinen Vater erst mit 18 Jahren kennen.  Mit zehn Jahren wurde er von seiner Mutter in das Internat und das Humanistische Gymnasium im Kollegium Kalksburg eingeschrieben, wo er die  Matura ablegte. Er studierte an der Universität Wien zunächst Jus, dann Psychologie, ohne das Studium abzuschließen. Seit 1994 ist er als Radiomoderator, Kabarettist und Schauspieler tätig. Seit 2009 widmete sich Votava verstärkt der Schauspielerei und der Musik.
Er hat einen Sohn mit seiner früheren FM4-Kollegin Mirjam Unger.

## Theater (Schauspieler)
- 2006: Ende, sogar noch besser als gut. Ein Abend ohne Wolfgang Bauer (Rabenhof Theater, Autor: Wolfgang Bauer, Regie: Roman Freigassner)
- 2010: Häuserl am Oasch (Rabenhoftheater, Autor: Ernst Molden, Regie: Thomas Gratzer)
- 2010: Kassbach (Rabenhoftheater, Autor: Helmut Zenker, Regie: Anatole Sternberg)
- 2010: Unschuldsvermutung (Rabenhoftheater, Autor: Florian Scheuba, Regie: Thomas Gratzer)
- 2011: Iba de gaunz oamen Leit (Rabenhoftheater, Autorin: Christine Nöstlinger, Regie: Anatole Sternberg)
- 2013: Columbo Dreams (Rabenhoftheater, Autor: Peter Waldeck, Regie: Thomas Gratzer)
- 2013: Hafen Wien (Rabenhoftheater, Autor: Ernst Molden, Regie: Thomas Gratzer)
- 2017: Mayerling (Rabenhoftheater, Autor: Ernst Molden, Regie: Thomas Gratzer)

## TV / Film (Schauspieler)

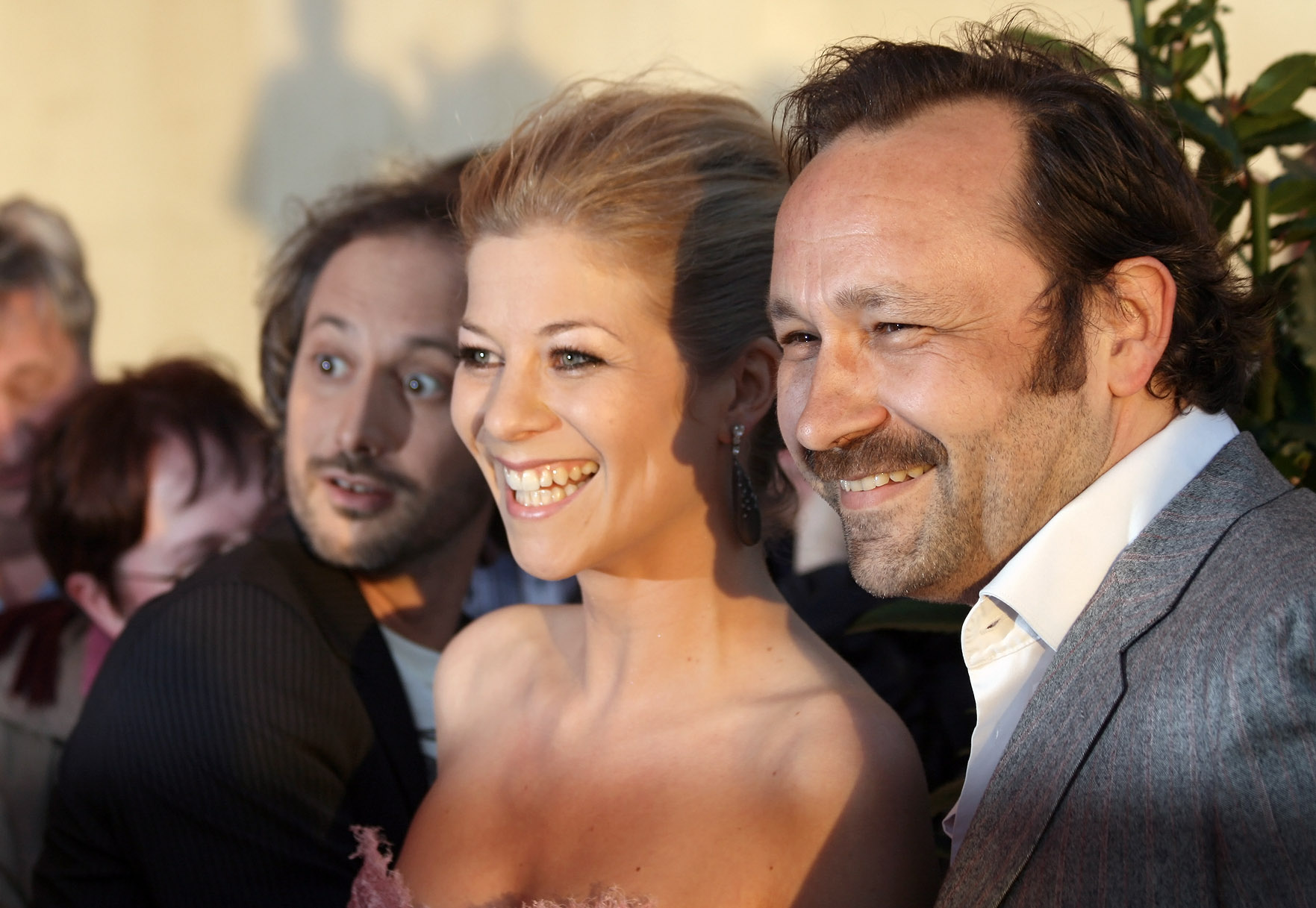
Gerald Votava (re.) mit Hilde Dalik und Michael Ostrowski (2012)

- 1994: Montevideo (TV-Serie, ORF/3-sat, Regie: Stefan Ruzowitzky)
- 1996: Tempo (Kinofilm, Regie: Stefan Ruzowitzky)
- 1998: Hinterholz 8 (Kinofilm, Regie: Harald Sicheritz)
- 1998–1999: Projekt X (TV-Serie, ORF Kunststücke/3-sat)
- 1999: Wanted (Film, Regie: Harald Sicheritz)
- 1999: Mehr oder weniger (Kinokurzfilm, Regie: Mirjam Unger)
- 1999: Tatort – Absolute Diskretion (TV-Serie, ORF/ARD/MDR)
- 2000: Ternitz, Tennessee (Kinofilm, Regie: Mirjam Unger)
- 2001: MA 2412 – Parkpickerl Teil 1 (TV-Serie, Regie: Harald Sicheritz)
- 2001: Projekt PR (TV-Serie, ORF Kunststücke)
- 2004: Bar jeder Kultur (TV-Serie, ORF Kultur/3-sat, Regie: Günter Kaindlstorfer)
- 2005: Dorfers Donnerstalk – Episode 3.8  (TV-Serie ORF, Regie: David Schalko)
- 2006: Trautmann – Bumerang (TV-Serie, Regie: Thomas Roth)
- 2006: Dorfers Donnerstalk – Episode 4.6  (TV-Serie ORF, Regie: David Schalko)
- 2006: Dorfers Donnerstalk – Episode 4.8  (TV-Serie ORF, Regie: David Schalko)
- 2007: Die liebe Familie – Next Generation (TV-Serie, ORF, Regie: Oliver Baier/Heidelinde Haschek)
- seit 2008: Was gibt es Neues? (TV-Show ORF, Regie: Heidelinde Haschek)
- 2010: Schlawiner, 1. Staffel (TV-Serie, ORF/BR/Breitwandfilm, Regie: Paul Harather)
- 2012: Roter Schnee (TV-Film, Mona Film, ZDF/ORF, Regie: Nils Willbrandt)
- 2012: Dans Le Jupons – Pudelwohl (Kinokurzfilm, Arte, Regie: Michael Brent Adam)
- 2012: Schlawiner, 2. Staffel (TV-Serie, ORF/BR/Breitwandfilm, Regie: Paul Harather)
- 2012: Spuren des Bösen – Zauberberg (TV-Film, Aichholzerfilm, ORF/ZDF, Regie: Andreas Prochaska)
- 2013: Janus (TV-Serie, MR-Film, ORF, Regie: Andreas Kopriva)
- 2013: SOKO Donau (TV-Serie ORF/ZDF, Regie: Holger Gimpel)
- 2014: Boͤsterreich (Fernsehserie)
- 2015: Tatort – Gier
- 2015: Chucks
- 2016: Maikäfer flieg
- 2016: Hotel Rock’n’Roll
- 2016: Kater
- 2017: Schnell ermittelt – Einsamkeit
- 2017: SOKO Donau – 3,2,1...Mord
- 2018: SOKO Kitzbühel (TV-Serie ORF/ZDF Folge: Arktis, Regie: Martin Kinkel)
- 2018: Die Muse des Mörders
- 2018: Glossary of Broken Dreams
- 2022: Die Toten von Salzburg – Schattenspiel (Fernsehreihe)
- 2022: Alma und Oskar
- 2024: Kafka (Fernsehserie)
- 2025: Tatort: Wir sind nicht zu fassen!

## Hörspiele (als Sprecher und Sänger)
- 2011: Wie Sie ein schlechter Liebhaber werden (Ö1)
- 2012: Iba de gaunz oamen Leit (CD, Ö1/Rabenhoftheater)
- 2013: Die Blendung (Ö1/Bayerischer Rundfunk)

## Musik / Produktion
- 2002: Die ganze Nacht (Filmmusik)
- 2010: Florian Horwath – Speak To Me Now (CD)
- 2011: Florian Horwath – Wie man leben soll (Filmmusik)
- 2011: Votava – Elf (11) (CD)
- 2011: Willi Resetarits – Da Jesus und seine Hawara (3CD-Hörbuch)
- 2012: Scheiner – De Waund (CD)
- 2012: Oh Yeah, She Performs! (Filmsoundtrack-CD)
- 2013: Aus dem Leben Hödlmosers (3CD-Hörbuch)
- 2021: Gerald Votava ft. Walther Soyka - A schenes Lem! Die Nöstlinger Songs

## Radio
- 1993–1999: Ö3 (Nachtradio, Sternstunden mit Gerda Rogers, Treffpunkt Ö3)
- 1999–2009: FM4 (Connected, Homebase)
- 1995–2009: FM4 Projekt X (FM4)
- seit 2002: FM4 Doppelzimmer Spezial (jährlich am 24.12.)

## Kabarett-Programme
- 1997: Yakimoto Revue (mit Oliver Baier)
- 1998: Gerald und Chantal (Soloprogramm)
- 1999: Projekt X Protest (im Rahmen von Projekt X)
- 2000: Projekt remiX – Leben (mit Clemens Haipl und Martin Puntigam)
- 2002–2008: Die Supernacht der Weihnachtsstars (mit Martin Puntigam, Thomas Maurer, Dirk Stermann, Michael Ostrowski, Clemens Haipl, Oliver Baier u. a.)
- 2005: Die „Weil, warum“-Show (mit Willi Resetarits)
- 2004–2009: Die Willi Resetarits Silvesterschau (Wiener Konzerthaus)
- 2015: Narzissmus und Tiere (Soloprogramm, Premiere 23. Jänner)

## Auszeichnungen
- 1998: Romy für Projekt X
- 2001: Salzburger Stier als Mitglied der Kabarettgruppe Projekt X